# Exomide
Pour les articles homonymes, voir Exomis.
L’exomide ou exomis (en grec ancien ἐξωµίς / exômís ; génitif singulier : ἐξωµίδος / exômídos)  est, en Grèce antique, une tunique courte servant en général de tenue de travail, utilisée par les marins, les soldats, et les ouvriers (libres ou esclaves). Elle se compose d'une seule pièce de tissu drapée autour du torse, passant autour de l'épaule gauche et laissant nue l'épaule droite. Elle peut être fixée sur l'épaule par une fibule. Elle est resserrée autour de la taille par une ceinture et s'arrête au-dessus des genoux. L'exomide laisse une grande liberté de mouvement, ce qui la rend particulièrement adaptée comme tenue de travail.